# Palais des Sacrées Congrégations romaines
Le Palais des Sacrées Congrégations romaines (en italien, Palazzo delle Sacre Congregazioni Romane) est un palais situé dans un grand bloc qui va de la Piazza di San Callisto, en passant par les Via di San Cosimato, Via Luciano Manara et Via Giacomo Venezian dans le Rione Trastevere à Rome. Il est relié au Palais San Callisto voisin, dont il est une annexe. 

## Histoire
En 1930, le pape Pie XI ordonna la construction d'une immense annexe du Palais San Callisto pour abriter les Sacrées Congrégations romaines. Les travaux ont commencé en 1932 sur un projet de l'architecte Giuseppe Momo et le bâtiment a été inauguré le 25 mai 1936 par Pie XI lui-même. En 1964, le vicariat de Rome a transféré son siège de l'ancien palais Maffei Marescotti au palais San Callisto, où il n'est resté que trois ans. En 1967, le siège s'installa définitivement au palais du Latran. 

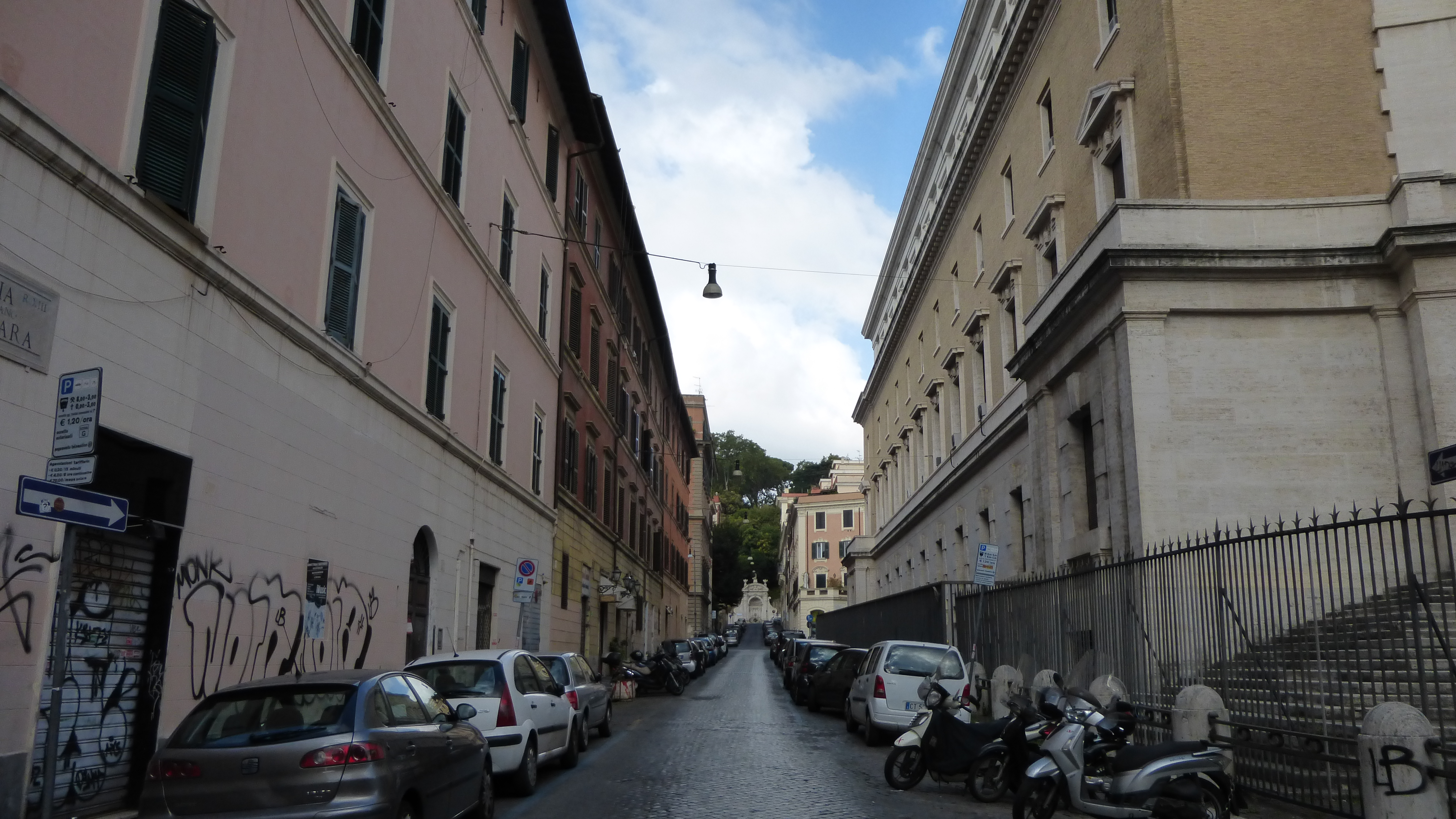
Côté du palais, via Luciano Manara (à droite).

Dans la cour intérieure se trouve une statue de Pie XI, œuvre du sculpteur Eduardo Rubino. 
Selon les Accords du Latran, toute la zone du palais appartient au Saint-Siège et constitue une zone extraterritoriale du Vatican à Rome .

## Usages
Le Palais San Callisto et l’annexe du Palais delle Sacre Congregazione Romane abritent les bureaux suivants: 
- Caritas internationalis ;
- Circolo San Pietro ;
- Dicastère pour les laïcs, la famille et la vie ;
- Dicastère du service de développement humain intégral ;
- Association primaire de travailleurs artistiques catholiques ;
- Représentation du Saint-Siège auprès de l'Organisation des Nations Unies pour l'alimentation et l'agriculture, du Fonds international de développement agricole et du Programme alimentaire mondial ;
- Section romaine de l'ordre équestre du Saint-Sépulcre de Jérusalem ;
- Plusieurs autres organisations catholiques affiliées en tout ou en partie au Saint-Siège.